# Microcerophina planifacies
Microcerophina planifacies är en tvåvingeart som beskrevs av Kugler 1977. Microcerophina planifacies ingår i släktet Microcerophina och familjen parasitflugor.
Artens utbredningsområde är Israel. Inga underarter finns listade i Catalogue of Life.